# Konqi

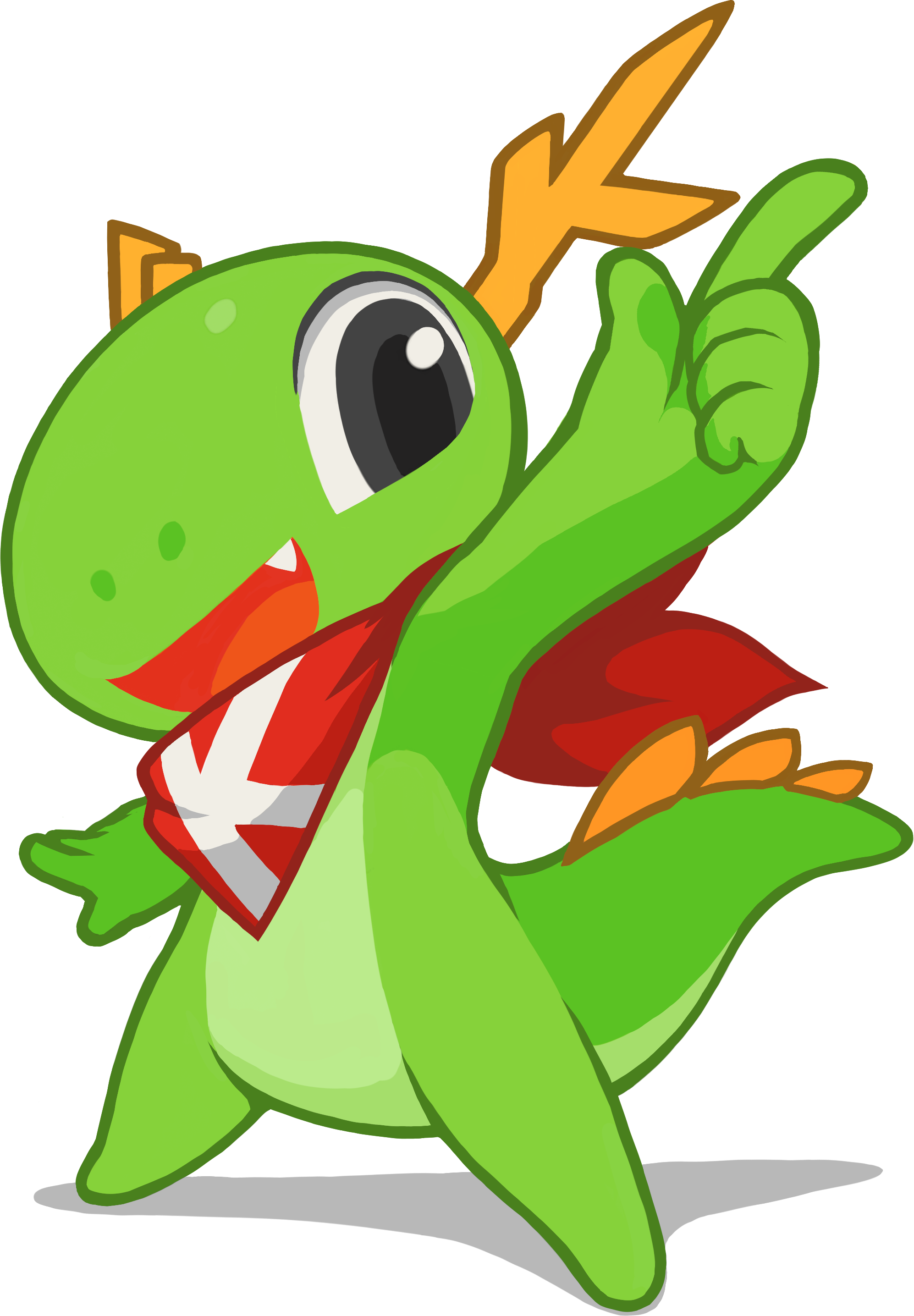
Konqi disegnato da Tyson Tan

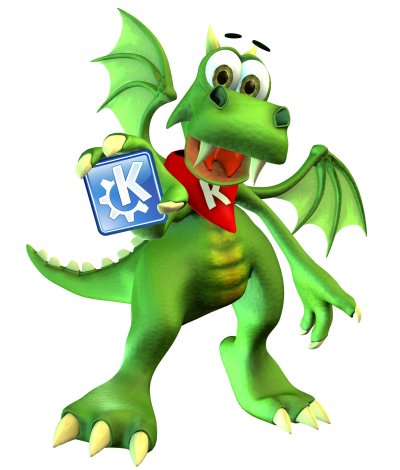
Konqi disegnato da Stefan Spatz

Konqi (anche Konqi Konqueror, oppure Konqui), è un piccolo drago adottato come mascotte del progetto KDE dalla versione 3.x, che ha sostituito la Kandalf.
Il nome deriva dal browser del progetto KDE Konqueror, nome attribuito dal creatore Stefan Spatz. Nella pagina clipart del sito di KDE sono presenti immagini e un video di Konqi. Spesso nei forum di discussione o nelle mailing list quando si parla di Konqi ci si riferisce al browser e file manager Konqueror per semplicità.